# Gaspard de La Poippe
Gaspard de La Poippe, originaire de Lyon et mort en 1684, est un gouverneur de Plaisance sur l'île de Terre-Neuve à l'époque de la Nouvelle-France.

## Biographie
Gaspard de La Poippe est un lieutenant de la Marine royale. La Poippe fut nommé commandant à Plaisance le 20 février 1670 pour remplacer La Palme rappelé en France en raison de son comportement vis-à-vis des colons et notamment des pêcheurs, à qui il demandait un tiers de leur pêcherie en échange de fournitures. La Poippe mit un terme à cette attitude et à ce comportement. Il fut ainsi considéré comme un « très bon sujet et honnête gentilhomme ».
Sous son administration, le port de Plaisance servait de rendez-vous aux pêcheurs malouins, basques et bretons qui venaient s’y approvisionner et vendre leur poisson. Ce port, pendant la saison de pêche, devenait un centre de commerce très actif, et le gouverneur La Poippe et sa garnison, devaient maintenir la paix parmi cette population hétéroclite et passagère, de même qu’à défendre les droits de ses sujets contre les pêcheurs d’autres nationalités établis dans les ports voisins.
En 1681 fut promulguée l’ordonnance de la Marine qui réglementait la pêche française à Terre-Neuve.
Donnant satisfaction par sa façon de gouverner et gérer la colonie de Terre-Neuve, Gaspard de La Poippe, nommé pour trois ans y demeura 15 ans. 
Gaspard de La Poippe mourut probablement à Plaisance, en 1684, et fut remplacé par Antoine Parat.